# Josua Tuisova
Josua Tuisova Ratulevu (Ba, 4 de febrero de 1994) es un jugador de rugby fiyiano que juega como wing o centro, actualmente juega en el Racing 92 del Top 14 de Francia.
Ganó una medalla de oro en rugby siete como parte del equipo de Fiyi en los Juegos Olímpicos de Río 2016. Conocido por su potente carrera y juego físico, es apodado "Bulldozer Humano" y "El Autobús".

## Carrera
Comenzó su carrera en Fiyi, jugando al seven para Westfield Barbarians, capitaneado por su hermano mayor y exjugador de seven de Fiyi, Pio Tuwai . Hizo su debut internacional en sevens para Fiyi en el Wellington Sevens de 2013 contra Escocia en Rover. 
También es hermano menor de Filipo Nakosi, jugador del SU Agen de 2015 a 2019 y hoy del Castres Olympique.
En julio de 2013, fue fichado por el club francés del Top 14 RC Toulonnais. Debutó contra Racing Métro 92 en agosto, y marcó su primer try contra Bayonne. En mayo de 2015, firmó un contrato de cuatro años para permanecer en el Toulon.

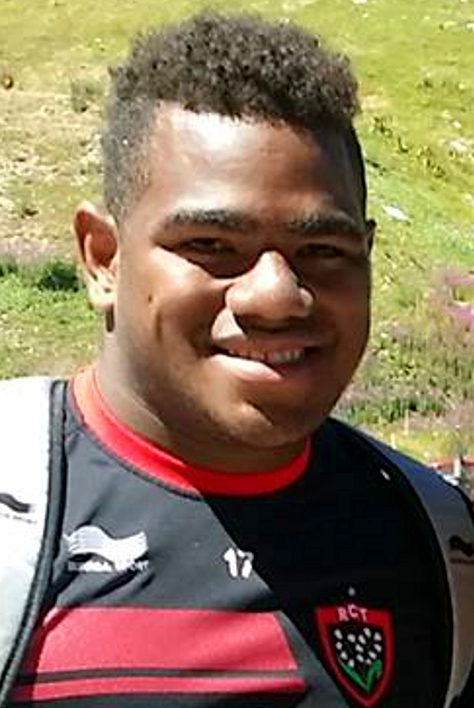
Josua Tuisova en 2015

En noviembre de 2014, fue seleccionado en el equipo French Barbarians para enfrentar a la selección de rugby de Namibia en el Stade Mayol en Tolón.
En 2019, dejó Tolón para unirse al Lyon Olympique. Y en la temporada 2022-2023, Josua Tuisova ficha por el club Racing 92 y vestiria los colores blanquiazules del equipo de París.
Fue incluido en la selección de Fiyi para el Mundial de Francia 2023, llegando hasta los cuartos de final.

## Vida personal
El 30 de septiembre de 2023, su hijo de siete años, Tito, murió después de una larga enfermedad, horas antes de participar en el partido de la Copa Mundial de Francia de 2023 contra Georgia. A pesar de ello, Tuisova decidió seguir jugando y se perdió el funeral de su hijo.

## Honores
- Ganador del Top 14 2013-14
- Ganador de la Copa Heineken 2013-14
- Ganador de la Copa ERC 2014-15
- Medallista de oro olímpico de rugby siete de Fiyi en los Juegos Olímpicos de Río 2016 .